# Kapitan Andreewo
Kapitan Andreewo (bułg. Капитан Андреево) – wieś w południowej Bułgarii, w obwodzie Chaskowo, w gminie Swilengrad. Według danych szacunkowych Ujednoliconego Systemu Ewidencji Ludności oraz Usług Administracyjnych dla Ludności, 15 września 2022 roku miejscowość liczyła 810 mieszkańców.
Miejscowość znajduje się na Nizinie Górnotrackiej, nad Maricą, przy granicy z Turcją i Grecją. Na terenie miejscowości znajduje się przejście graniczne Bułgaria – Turcja. Kapitan Andreewo posiada stację kolejową.
W centrum wioski znajduje się pomnik oficera Nikoły Andreewa.